# Генріх Бруннер
Ге́нріх Бру́ннер (нім. Heinrich Brunner; 21 червня 1840, Вельс — 11 серпня 1915, Бад-Кіссінген) — німецький історик права.

## Життєпис
Генріх Бруннер народився 21 червня 1840 у Вельсі у Верхній Австрії. Після навчання в університетах Відня, Геттінгена і Берліна він у 1865 почав читати у Відні історію німецького права, в 1868 був обраний ординарним професором у Лемберзі, в 1870 — в Празі. З 1873 зайняв кафедру історії німецького права у Берлінському університеті.
З 1872 Бруннер присвятив себе насамперед вивченню ранніх правових норм і установ франків і споріднених до них народів Західної Європи. Дослідження Бруннера мали визначне значення для історії німецького, франкського, норманського та англо-норманського права. Він також став видатним науковцем у галузі сучасного йому німецького права. Бруннер став членом Берлінської академії наук у 1884 та у 1886, після смерті Г. А. Вайца став головним редактором видання Leges Monumenta Germaniae Historica.
Його твір «Die Entstehung der Schwurgerichte» (Берлін, 1872), в якому Бруннер на підставі джерел встановив наступний історичний зв'язок між англійським журі та інститутами франкського процесу, занесеними до Англії норманами, створив епоху в науці. Головна його праця — «Deutsche Rechtsgeschichte» (том I, Лейпциг, 1887) — входила до складу «Systematisches Handbuch der deutschen Rechtswissenschaft», що видавався Біндингом. У 1863–1864 Бруннер виступав і на політичній ниві, і усно, і письмово захищав першість Пруссії в Німеччині.

## Вибрана бібліографія
- «Die Entstehung der Schwurgerichte» (Берлін, 1872);
- «Zeugen und Inquisitionsbeweis der karolingischen Zeit» (Відень, 1866);
- «Das anglonormännische Erbfolgesystem, nebst einem Excurs über die älteren normännischen Coutumes» (Лейпциг, 1869);
- «Zur Rechtsgeschichte der römischen und germanischen Urkunde» (Берлін, 1880);
- «Deutsche Rechtsgeschichte» (Лейпциг, 1887—1892);
- «Mithio und Sperantes» (Берлін, 1885);
- «Die Landschenkungen der Merowinger und Agilolfinger» (Берлін, 1885);
- «Das Gerichtszeugnis und die fränkische Königsurkunde» (Берлін, 1873);
- «Forschungen zur Geschichte des deutschen und französischen Rechts» (Штутгарт, 1894);
- «Grundzüge der deutschen Rechtsgeschichte» (Лейпциг, 1901).